# RNC TODAY
RNC TODAY（アールエヌシー トゥデイ）は、西日本放送（RNCラジオ）で1990年4月9日から2024年3月29日まで放送されていたラジオ番組。

## 放送時間
- 平日17:15 - 18:15
  - かつてはナイターシーズン中は18:15、ナイターオフ中は18:50まで放送されていた。
  - JRN加盟前までは「ネットワークトゥデイ」をネットせず全編RNC発の内容だった。

## 概要
- サブタイトルは「情報ときめき通り」。
- テーマ曲は鳥山雄司「POTTED PARROT」。
- 2024年春の改編により同年3月29日をもって放送を終了した。後継は13-15時台の『CHIT CHAT RADIO』（金曜除く）を統廃合した『RNCイヴニング415』。

## 出演者
- 月・金曜 岸たけし
- 火・水曜 池田弥生
- 木曜 熊谷富由美

岸、池田はRNCアナウンサー

### 過去の出演者
- 三好義博（番組開始〜）
- 蓮井孝夫（番組開始〜）
- 大塚康子（番組開始〜RNCワイド90プラス1担当に伴い降板）
- 植松おさみ
- 森佳子
- 日野真
- 仁多田まゆみ
- 宮宇地美穂
- 菊池優
- 磯部恵美
- 野口恵
- 赤松美樹
- 杉ノ内由紀
- 森下由香
- 松田愛里
- 中桐康介
- 西崎梨乃
- 鴨居真理子

## 主な流れ
- 17:15　オープニング
- 17:20 TODAYドライビングポップス
- 17:30　ネットワークトゥデイ（JRN）
- 17:45　交通情報・天気予報
- 17:50　ローカル・ホットライン
- 18:00 TODAYトピックス
- 18:05　交通取り締まり情報・交通情報
- 18:10　最新ニュース・エンディング

### 主なコーナー
TODAYドライビングポップス
- 流れは交通情報→カーチェッククイズとなっている。
- 交通情報の中で、鉄道は香川県内のJR4路線（予讃線・土讃線・高徳線・瀬戸大橋線）と高松琴平電気鉄道（ことでん）3路線（琴平線・長尾線・志度線）だけでなく岡山県内の在来線・岡山駅発着の新幹線も伝えられる。また道路も四国内のすべての高速道路路線の規制情報が伝えられる。
- BGMは洋楽で毎日ひとりまたは1グループが出したベストアルバムの中から3曲を選曲、2 - 3曲目が流れる際に交通情報やカーチェッククイズの出題が行われる。
- カーチェッククイズは三択で正解者のリスナーにはクオカードが送られる。香川県自動車整備振興会の提供。問題出題の後に振興会のCMを流している。
- かつては「三菱ダイヤモンドハイウェイ」と題してニッポン放送で放送されていたコーナーをスポンサーとタイトルのみネット。三菱石油（現・ENEOS）提供だった。
  - この関係もあってか、1997年のJRN加盟後も多くのJRN系列局がネットしている『うわさの調査隊』（TBSラジオ）はネットされていなかった。なお、隣接の各県の局（RSKラジオ、中国放送、四国放送、南海放送、高知放送、および大阪のABCラジオなど）ではネットされていたためそちらで聴取可能だった。

ローカル・ホットライン
- 香川県内のローカルニュースを伝える。

TODAYトピックス
- 最新のスポーツ情報を伝える。

交通取り締まり情報
- 内容は香川県警の各所轄警察署管内の情報のみである。